# Hình Vân
Hình Vân (sinh tháng 3 năm 1952) là chính trị gia người Trung Quốc, người đã dành toàn bộ sự nghiệp ở Nội Mông thuộc miền Bắc Trung Quốc. Tháng 10 năm 2018, ông bị cơ quan chống hối lộ của Đảng Cộng sản Trung Quốc điều tra. Trước đó, ông giữ chức Phó Chủ nhiệm Ủy ban Thường vụ Đại hội đại biểu nhân dân Khu tự trị Nội Mông.
Ông là đại biểu Quốc hội khóa XII nhiệm kỳ 2013-2018.

## Tiểu sử
Hình Vân sinh tháng 3 năm 1952 tại kỳ Tumed Tả, Hohhot, Nội Mông. Tháng 9 năm 1968, ông tham gia vào lực lượng lao động. Tháng 3 năm 1981, ông gia nhập Đảng Cộng sản Trung Quốc. Trong cuộc Cách mạng Văn hóa, ông giảng dạy tại một trường học trước khi đến học tại Đại học Công nghiệp Nội Mông vào tháng 9 năm 1973. Tháng 12 năm 1976, ông được phân công công việc ở Ban Tuyên truyền Kỳ ủy kỳ Tumed Hữu. Tháng 9 năm 1987, ông được bổ nhiệm làm Phó Quận trưởng quận Thạch Quải, Bao Đầu. Tháng 12 năm 1990, ông được bổ nhiệm giữ chức Phó Bí thư Quận ủy, Quận trưởng quận Thạch Quải. Ông giữ chức Minh trưởng minh Yikezhao (nay là thành phố Ordos) từ tháng 1 năm 1995 đến tháng 10 năm 1996 và Bí thư Đảng ủy từ tháng 10 năm 1996 đến tháng 12 năm 2001, vị trí chính trị cao nhất ở thành phố. Tháng 12 năm 2001, ông được chuyển trở lại Bao Đầu và được bổ nhiệm làm Bí thư Thành ủy. Tháng 12 năm 2006, ông được thăng chức lên vị trí Bí thư Ủy ban Chính trị và Pháp luật Khu ủy Khu tự trị Nội Mông. Tháng 2 năm 2012, ông lại được thăng chức lên vị trí Phó Chủ nhiệm Ủy ban Thường vụ Đại hội đại biểu nhân dân Khu tự trị Nội Mông, chức vụ ông đã giữ trong gần bốn năm cho đến khi nghỉ hưu.
Ngày 25 tháng 10 năm 2018, ông bị Ủy ban Kiểm tra Kỷ luật Trung ương (CCDI), cơ quan kỷ luật nội bộ của đảng và Ủy ban Giám sát Quốc gia, cơ quan chống tham nhũng cao nhất của Trung Quốc điều tra vì "vi phạm nghiêm trọng pháp luật và các quy định".